# Chartreuse du Val-de-Grâce de Bruges
La chartreuse du Val-de-Grâce de Bruges (Genadedal en néerlandais ; Domus Vallis Gratiae prope Brugas en latin), était un monastère de l'ordre des Chartreux fondé en 1318 à Sint-Kruis (Bruges) et aujourd'hui disparu. Cette chartreuse fut le deuxième monastère fondé dans le comté de Flandre.
Elle a abrité des chartreux anglais du fait de la dissolution des monastères par Henri VIII entre 1537 et 1539, lesquels sont devenus autonomes à partir de 1569 par la fondation à Bruges de la chartreuse de Sheen Anglorum.
En 1783, Joseph II a fait fermer tous les monastères de la province.

## Historique
La chartreuse du Val-de-Grâce est fondée en 1318 par un groupe de nobles et de magistrats dont on ne connaît qu'une personne, Jan van Koekelare († 1333) , noble et clerc à Bruges. Les initiateurs sont les prieurs des chartreuses de Valenciennes et de Val de Sainte-Aldegonde. En 1323, il y a environ dix moines. Le schisme, quelques inondations et, en 1382, la rébellion de la bourgeoisie marchande de Gand contre le comte de Flandres, Louis II de Flandre, causent des dommages, mais sous Philippe le Hardi, le monastère est prospère. 
Au XVIe siècle, les impôts de Charles Quint et les guerres de religion appauvrissent de nouveau la communauté. Lors de la dissolution des monastères par Henri VIII, entre 1537 et 1539, plusieurs chartreux anglais se réfugient à la chartreuse de Bruges, d'où ils tentent de restaurer le prieuré de Sheen (Richmond) en 1556. Expulsés d'Angleterre en 1559  par Élisabeth Ire, ils reviennent à Bruges. La cohabitation entre moines flamands et anglais s'avérant difficile et malgré des conditions de vie misérables, la communauté anglaise achète une maison dans Bruges et devient autonome en 1569, sous le nom de Sheen Anglorum.
Les religieux doivent s'enfuir en 1577 et, le 9 avril 1578, les bâtiments sont détruits par les Gueux. Jusqu'en 1584, il n'y a pas de prieur, les moines vivent en différents endroits et leurs biens sont gérés par un fonctionnaire de la ville. En 1584, ils peuvent se réunir dans une maison à Bruges sous le priorat d'Hercule Winckel et, en 1608, ils achètent le monastère de Saint-Aubert, Sint-Obrechtsgodshuis. En 1635, on commence la construction d'une nouvelle maison, supprimée en 1783 par Joseph II comme les autres monastères de la province.

## Prieurs
Le prieur est le supérieur d'une chartreuse, élu par ses comprofès ou désigné par les supérieurs majeurs.
- 1318 : Jan van Maldegem (†1324)
- 1324 : Jan de Backere
- 1334 : Michiel Celiau († 1337)
- 1340-1350 : Willem Busere
- 1350-1371 : Paul Aernoud
- ?-1377 : Franco Du Bois ou Franque dou Bois, venant de la Grande Chartreuse , puis prieur du Mont-Saint-André de Tournai.
- ~1391: Tideman Graeuwert, devient le premier prieur d’Utrecht
- ~1471 : Vénérable Apsèle (†1471)
- ~1504 : Pierre Fassorius
- ~1580 : Jan van Ieper
- 1584 :  Hercules van Winckele
- Gisbert van Bauwhuysen
- ~1593 : Cornelis Jansonius de Schoonhoven, moine de Mont-Sainte-Gertrude a publié deux sermons, en 1593 et 1594.
- 1664-1669 :  Joseph d'Outelair (†1677), prieur de Zelem (1654-1657),  de Sainte-Sophie-de-Constantinople 1657-1664 et 1669-1677[1].
- 1769-1777 : Hugo Janssens (†1777)